# Jaan Kikkas
Juhan Kikkas, detto Jaan (Valga, 5 giugno 1892 – Tallinn, 9 marzo 1944), è stato un sollevatore estone.

## Palmarès

### Olimpiadi
- Bronzo a Parigi 1924 nei pesi medi.